# Veldhunten
Veldhunten is een buurtschap bij Varsselder in de gemeente Oude IJsselstreek in de Nederlandse provincie Gelderland.
Sinds 1 januari 2005 behoort Veldhunten tot de gemeente Oude IJsselstreek, daarvoor behoorde het tot de gemeente Gendringen.

## Huntenpop
Van 1989 tot 2009 vond ieder jaar in augustus het Huntenpop Festival plaats in Veldhunten. In 2009 verhuisde Huntenpop vanwege de omvang echter naar het nabij gelegen Ulft. Het evenement wordt georganiseerd door Stichting Huntenpop Belangen. Het is een popfestival met bands uit binnen- en buitenland.

## Afbeeldingen

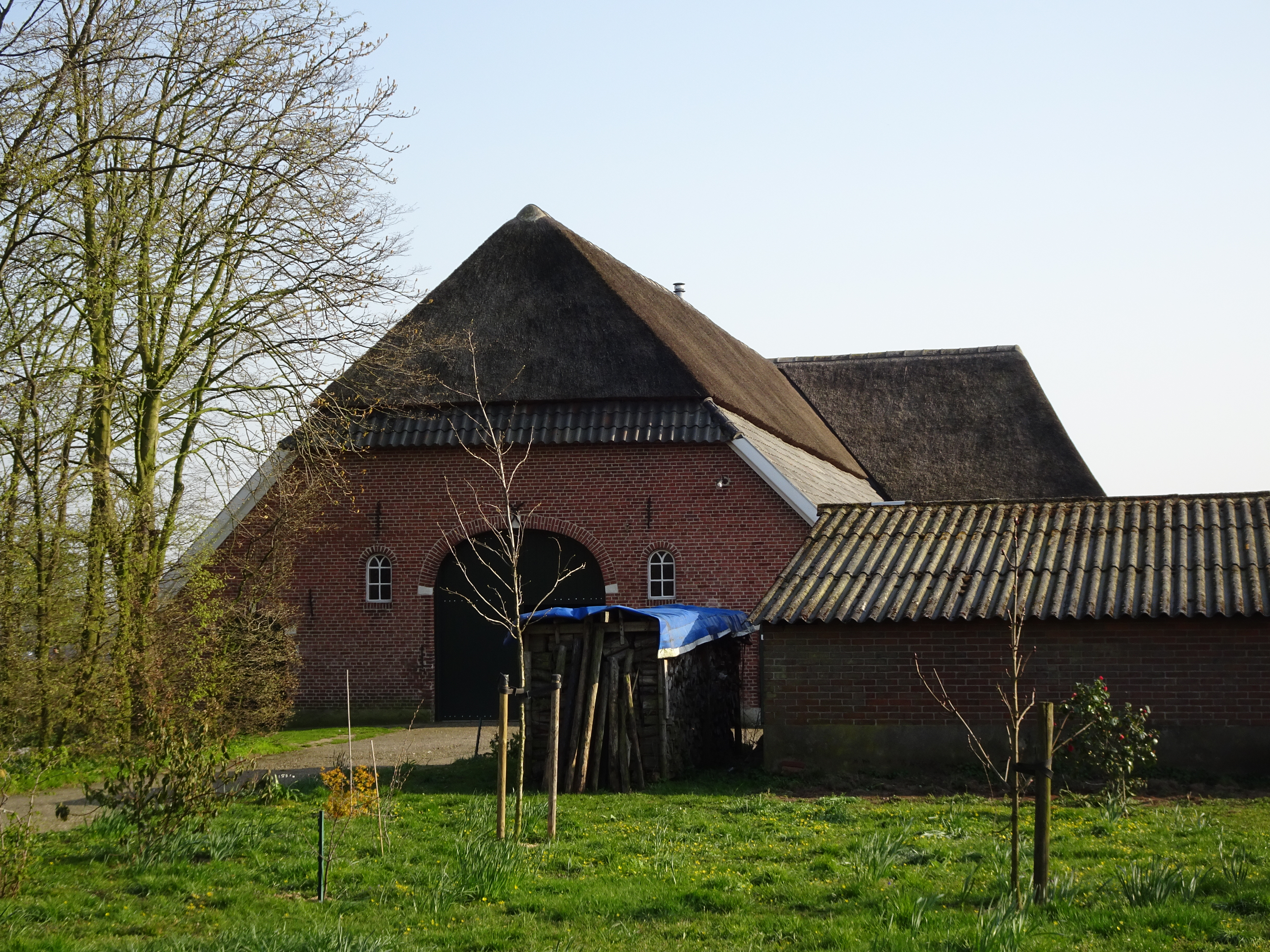
Hoofdstraat 4
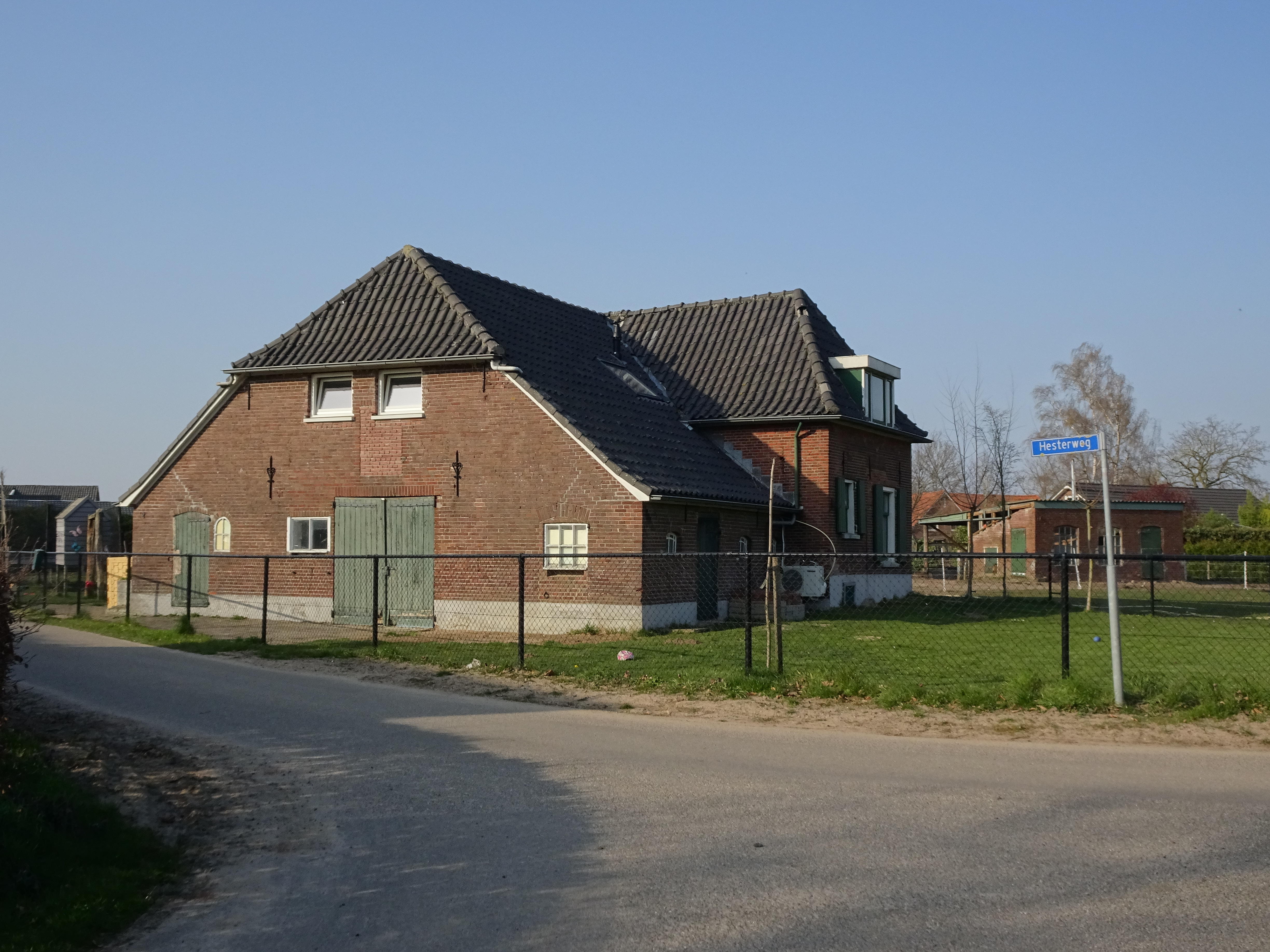
Hesterweg 2
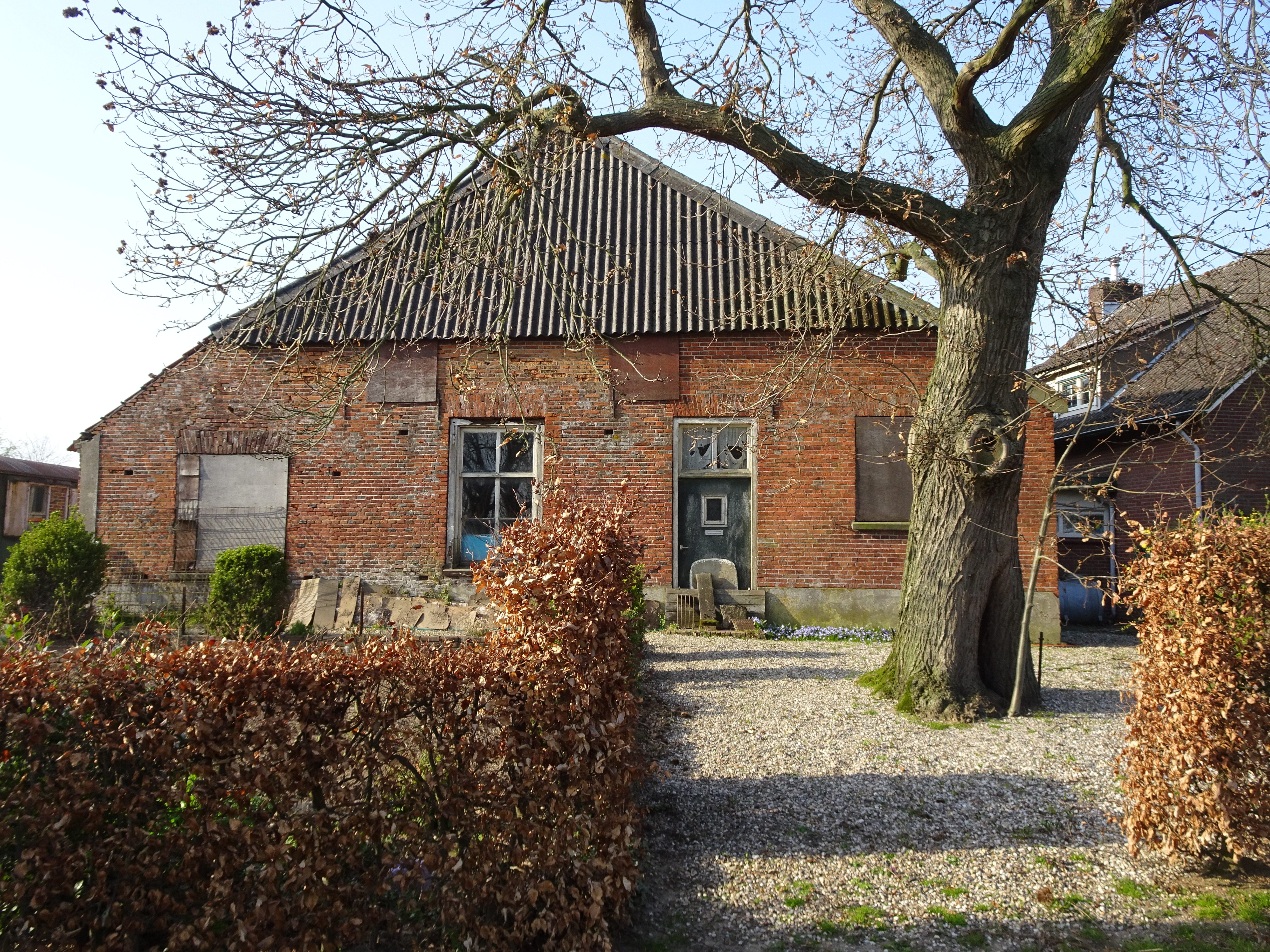
Hoofdstraat 1
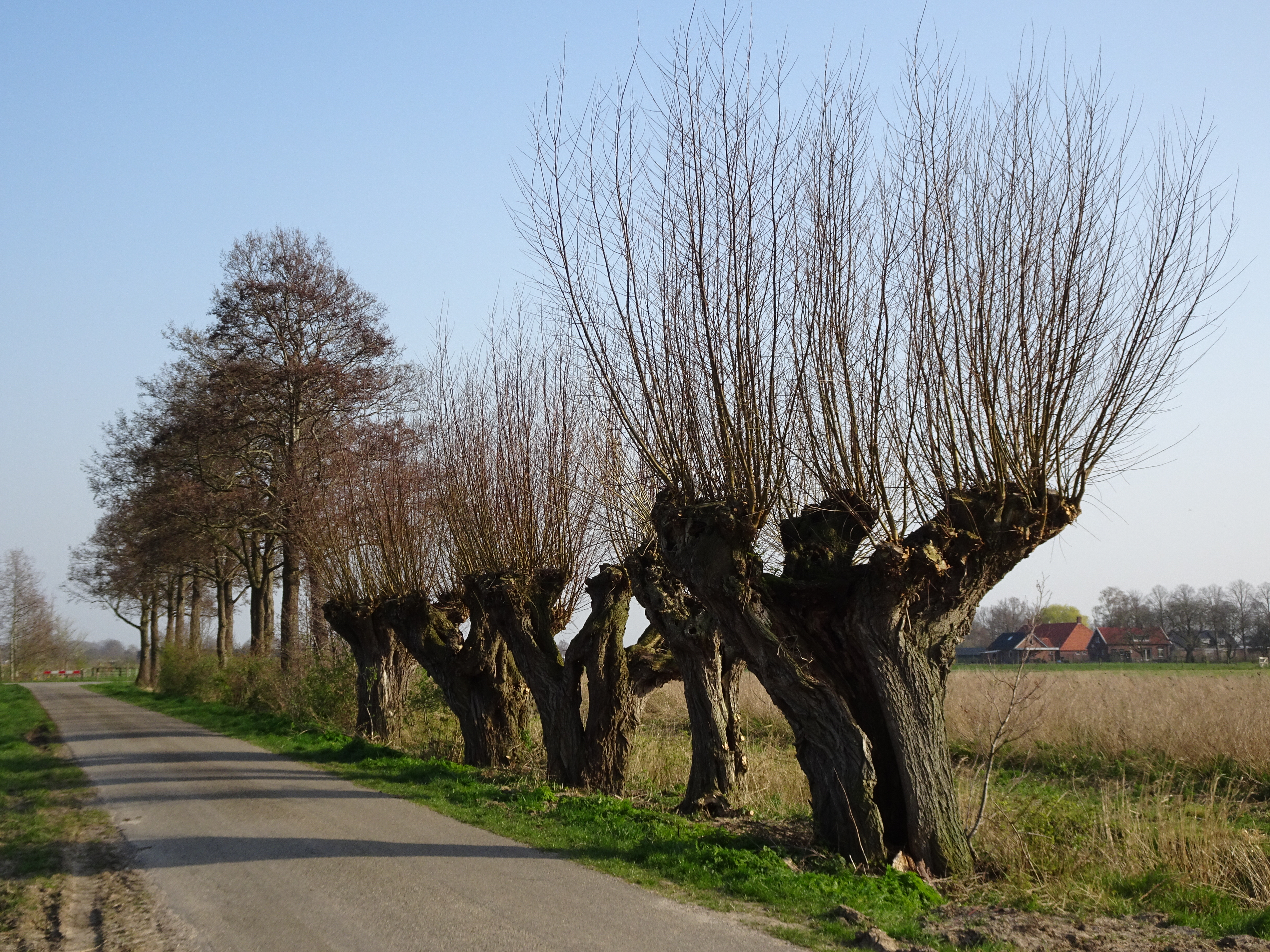
Knotwilgen aan de Weteringweg